# Aulocaroides capicolus
Aulocaroides capicolus är en insektsart som beskrevs av Vitaly Michailovitsh Dirsh 1956. Aulocaroides capicolus ingår i släktet Aulocaroides och familjen gräshoppor. Inga underarter finns listade i Catalogue of Life.